# Reichsstraße 373
Die Reichsstraße 373 (R 373) war bis 1945 eine Reichsstraße des Deutschen Reichs, die überwiegend auf 1939 annektiertem, bis dahin tschechoslowakischem Gebiet (Protektorat Böhmen und Mähren) und zum Teil  im 1938 von der Tschechoslowakei an das Deutsche Reich abgetretenen Sudetenland verlief. Die Straße begann in Mohelnice (Müglitz) an der damaligen Reichsstraße 349 und verlief in südöstlicher Richtung auf der Trasse der heutigen Silnice 635 über Litovel (Littau) nach Olmütz (Olomouc), wo sie auf die ehemalige Reichsstraße 119 traf. Von dort führte sie weiter nach Lipník nad Bečvou (Leipnik), wo sie an der damaligen Reichsstraße 374 endete. Die Strecke wird durch die heutige tschechische Autobahn Dálnice 35 ersetzt.
Ihre Gesamtlänge betrug rund 55 Kilometer.